# سرجس

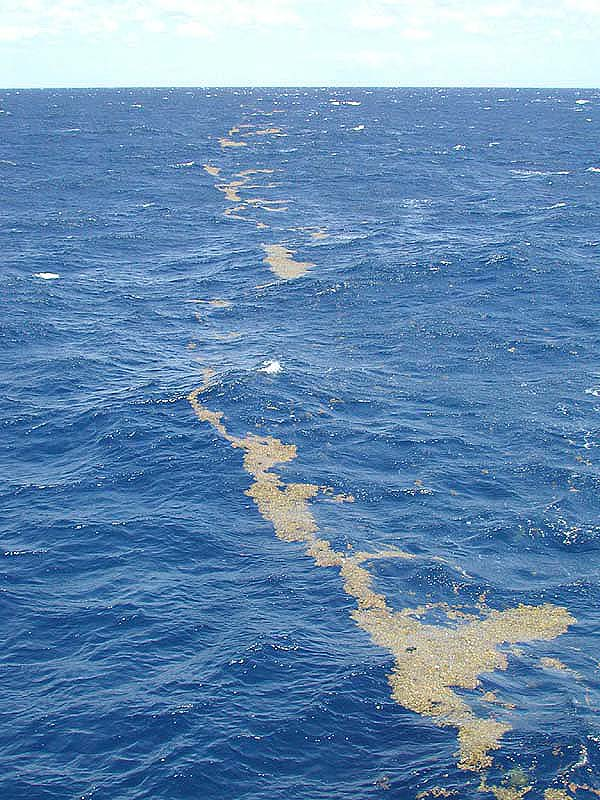
خطوط السرجس تمتد لمسافات على سطح المحيط

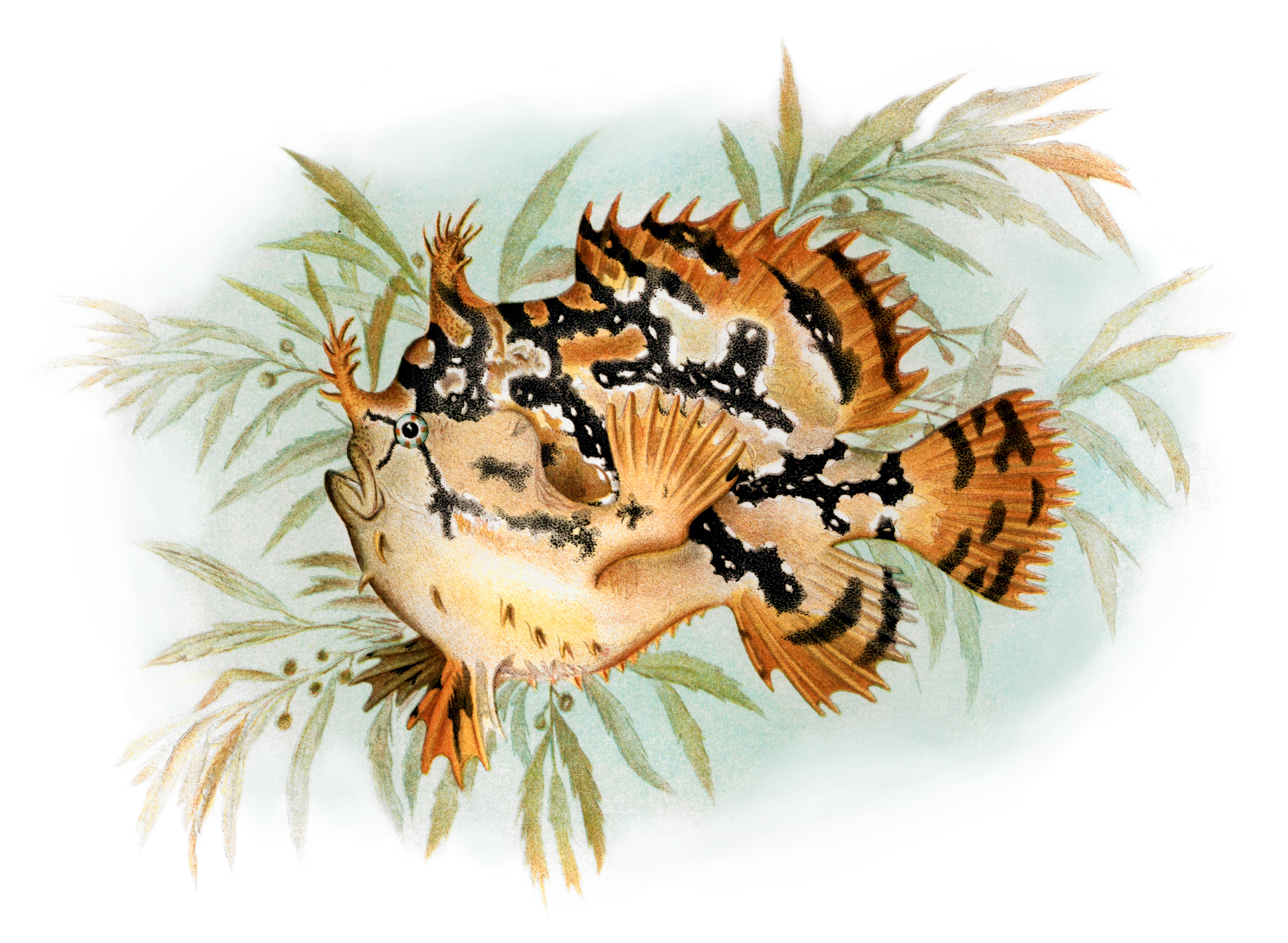
تمويه سمكة السرجس التي طورته من العيش قرب السرجس

السرجس (الاسم العلمي: Sargassum) هو جنس من الطلائعيات يتبع فصيلة السرجسية من رتبة الفوقسيات. ويسمى هذا العشب البحري أيضاً عشب الخليج وهو من الطحالب البنية. يكثر في المياه الاستوائية، وخصوصاً في بحر سرقوسة الذي اقتبس اسمه من هذا الطحلب نتيجة كثرة وجوده به. للنبات أكياس هوائية تجعله يطفو على سطح الماء، وقد يعرقل النبات الملاحة .

## أنواع
يوجد نحو 335 نوع من السرجس.